# Bonaventura Bassegoda i Musté
Bonaventura Bassegoda i Musté (Barcelona, 3 de juny de 1896 — Barcelona, 29 de març de 1987) fou un arquitecte català, fill de l'arquitecte i escriptor Bonaventura Bassegoda i Amigó. Se l'ha considerat un dels grans especialistes a Espanya de l'ús de formigó armat.

## Biografia
Va néixer al carrer Aragó de Barcelona, fill de Bonaventura Bassegoda i Amigó i d'Elvira Musté i Puig, ambdós barcelonins. El seu avi patern també es deia Bonaventura. Els Bassegoda provenien del poble de Bassegoda (municipi d'Albanyà, Alt Empordà).
Va ser catedràtic i secretari perpetu de l'Escola d'Arquitectura de Barcelona. Durant la guerra civil espanyola va construir refugis, fet que li va portar problemes l'any 1939. Projectà l'Escola Garcia Fossas, a Igualada, promoguda pels germans Garcia Fossas. L'any 1943 fou autor del baldaquí de l'altar major de l'església de Santa Maria d'Igualada i dissenyà la capella dedicada al Sagrat Cor de Jesús, inaugurada el 1946 en aquest temple. En aquesta ciutat projectà el 1946 la Farinera Grifé, així com la Font de la plaça de la Creu construïda el 1954.
Fou autor del Mercat del Guinardó, inaugurat l'any 1954, edifici que l'any 2009 l'Ajuntament de Barcelona pretenia enderrocar, conservant només la torre d'entrada, i enderrocant la immensa nau diàfana suportada per cinc grans arcs de formigó de 30 metres de llum.
Publicà diverses monografies i fou membre de l'Acadèmia de Ciències i Arts de Barcelona i comanador de l'orde d'Alfons X el Savi. Es va casar amb Clotilde Nonell i Tamburini i foren pares del també arquitecte Joan Bassegoda i Nonell.

## Llibres publicats
- Voltes primes de formigó armat (1936)
- La bóveda catalana (1947)
- Tratamiento eléctrico de los terrenos (1950)
- Equivalencias catalanas en el léxico de la construcción (1966)
- Nuevo glosario (1976)

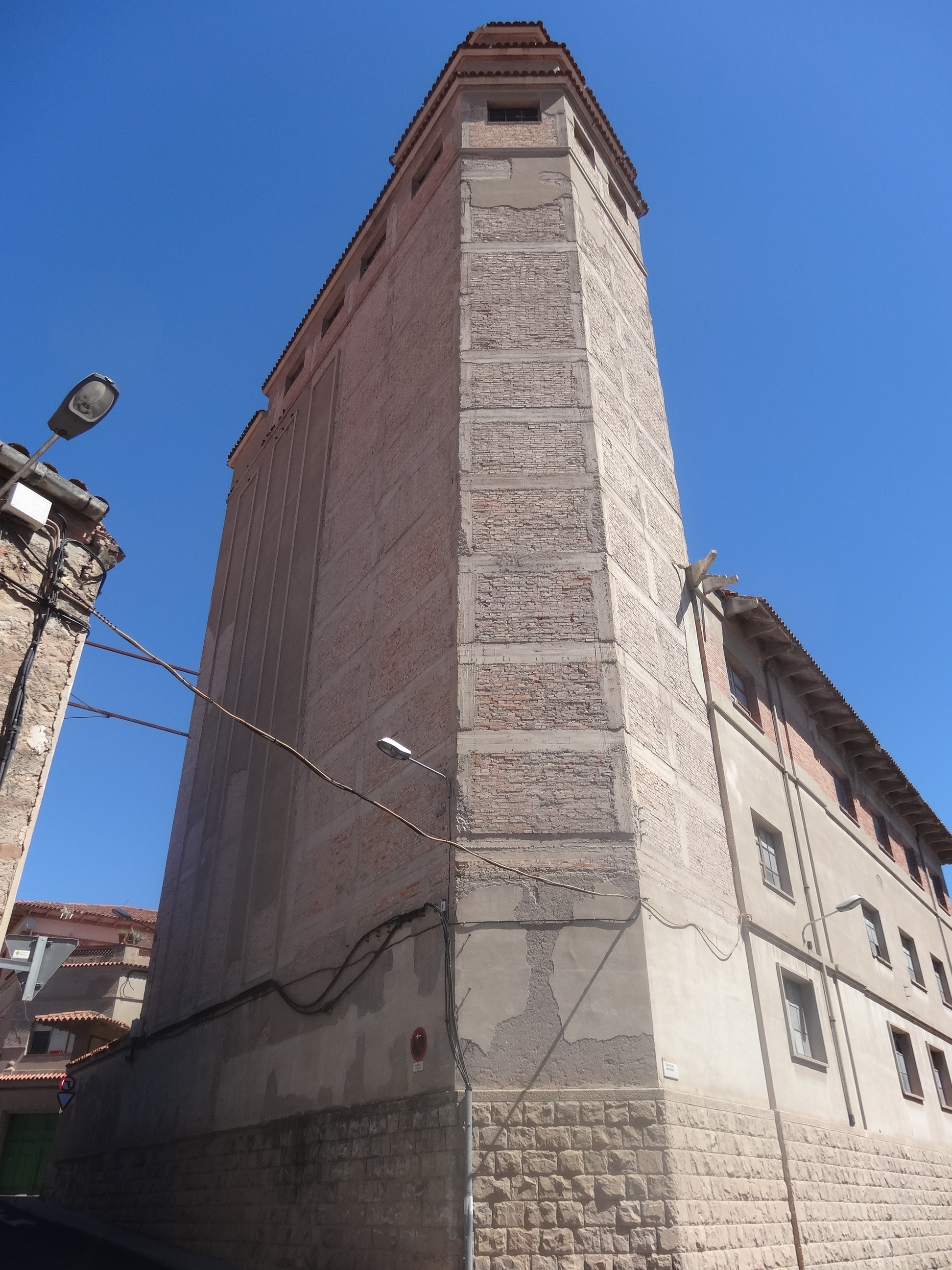
Farinera Grifé (Igualada, 1946)
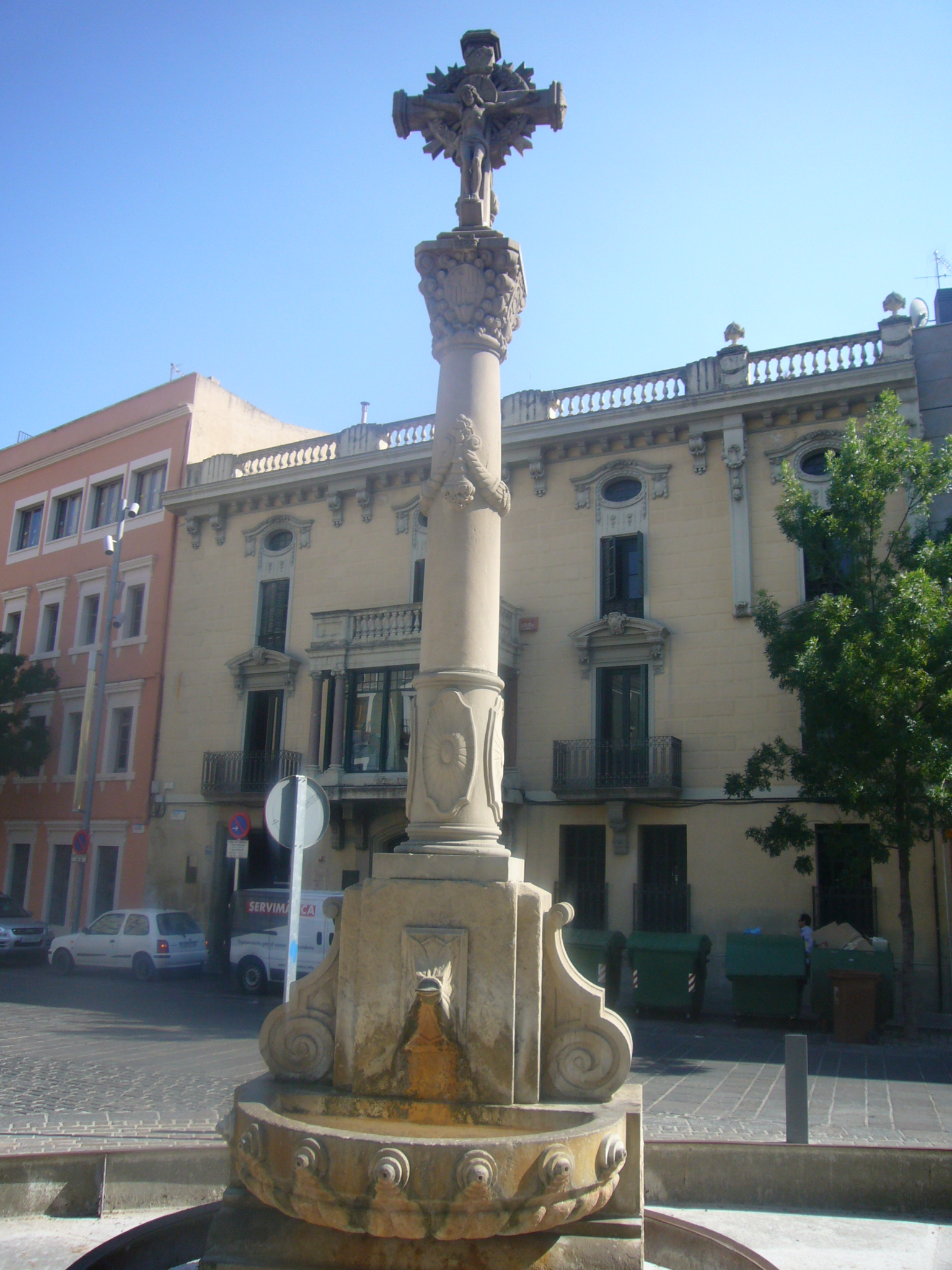
Font de la plaça de la Creu (Igualada, 1954)
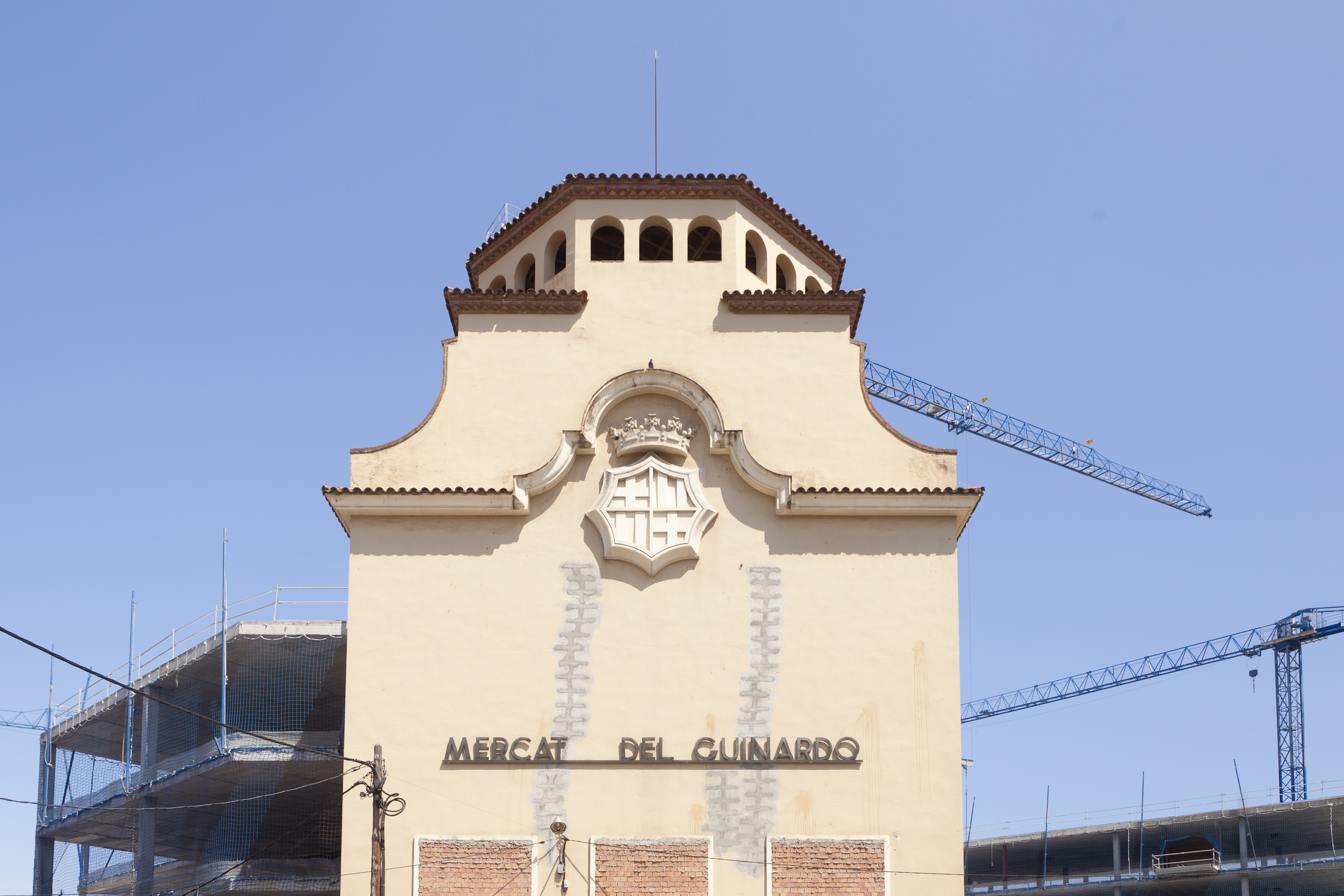
Mercat del Guinardó (1954)